# 路口镇 (黄冈市)
路口镇，是中华人民共和国湖北省黄冈市黄州区下辖的一个乡镇级行政单位。

## 行政区划
路口镇下辖以下地区：
路口社区、王家湾村、花园村、邱弄村、龙家丛林村、夹洲村、丁甲村、新华村、戚家岭村、谢家小湾村、百丈咀村、欧凌山村、吕家大湾村、南湖村、土库湾村、祠岗村和李家寨村。

## 地理与沿革
路口镇之名有两种说法，一种为在黄上（黄州至上巴河）公路未修建之前，因地处东南至道人湖桥、东北至漆家岭两条道路方向交叉口而得名；一为古代鄂东学子参加科举考试人黄州东门必经之地。1987年9月，黄冈县撤区并乡，将原路口乡和祠岗乡合并设置路口镇。镇政府机关设在政府路1号。当地交通有106国道、江北一级公路，西南经鄂黄长江大桥与武黄高速公路相通，东北10千米为京九铁路黄州站。
路口镇向东南方向连接南湖街道，与浠水巴河镇隔水相望；东北连陶店乡；西北与堵城镇、禹王街道相连。南有白潭湖，西有蔡家潭、余家潭。境内地势北高南低，全镇面积63.98平方千米。

## 产业
1990年以前，路口镇主要种植水稻、小麦、棉花、油菜等作物，为黄冈主要粮、棉、油产区之一。境内水资源丰富，盛产鲜鱼、莲藕。1993年后，当地进行产业升级，开始增加附加值，经济效益大幅提高，以蔬菜、水果、畜牧、水产为主。2000年，当地政府在路口、谢家小湾、百丈嘴三村的结合部建设农业科技示范园，先后引进草莓、苗木花卉、芦荟、食用仙人掌、无籽西瓜、樱桃、番茄、迷你黄瓜等农品种。2003年示范园建成，成为黄州区综合农业科技示范基地。工业方面，1986年路口镇办工业包括建材、印刷、家具、机械、服装等行业。2000年之后，黄州城区向东发展，并建设黄州工业园，促使路口镇进行工业升级。

## 图库

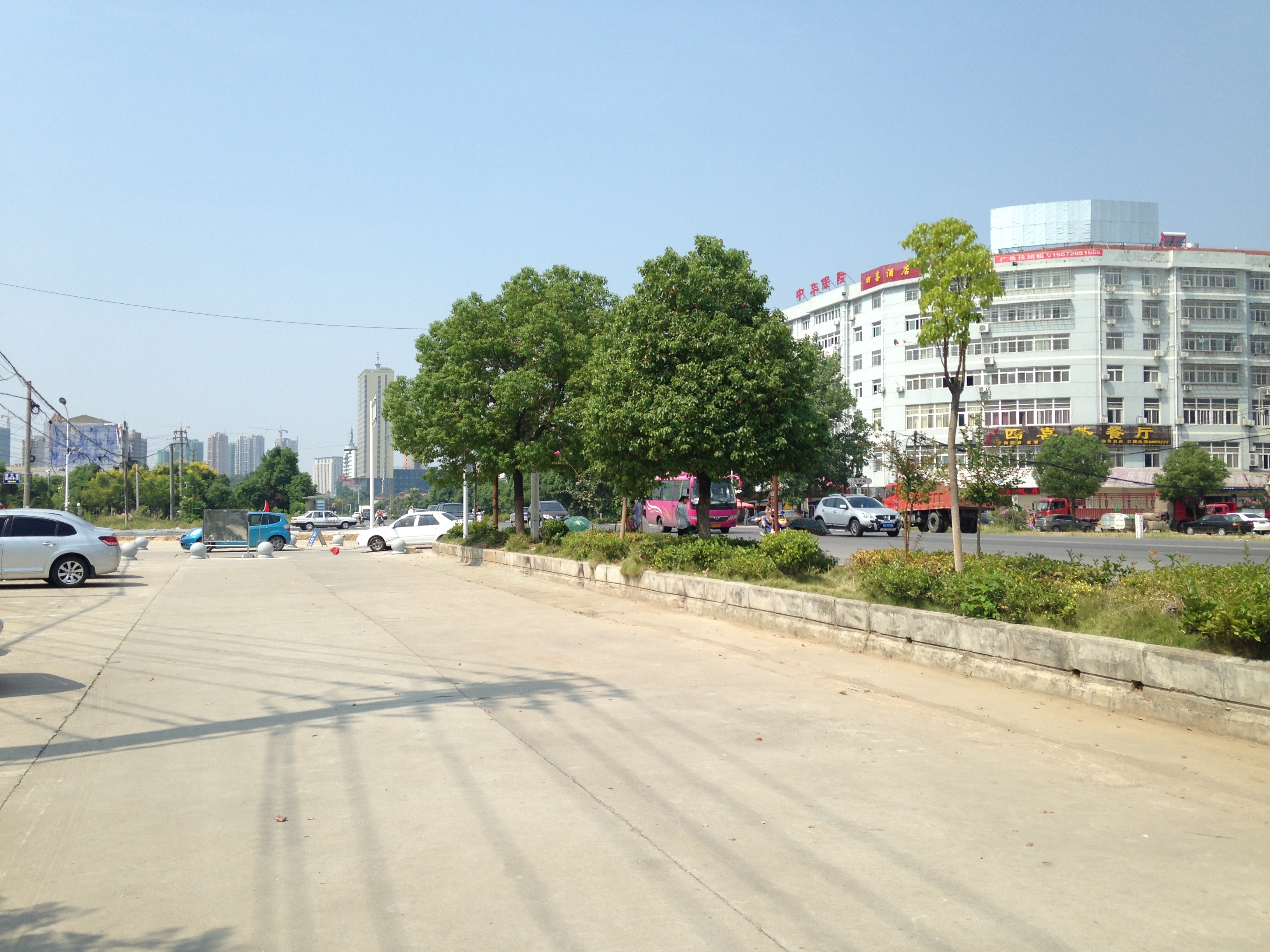
106国道黄州区路口镇路口大道段
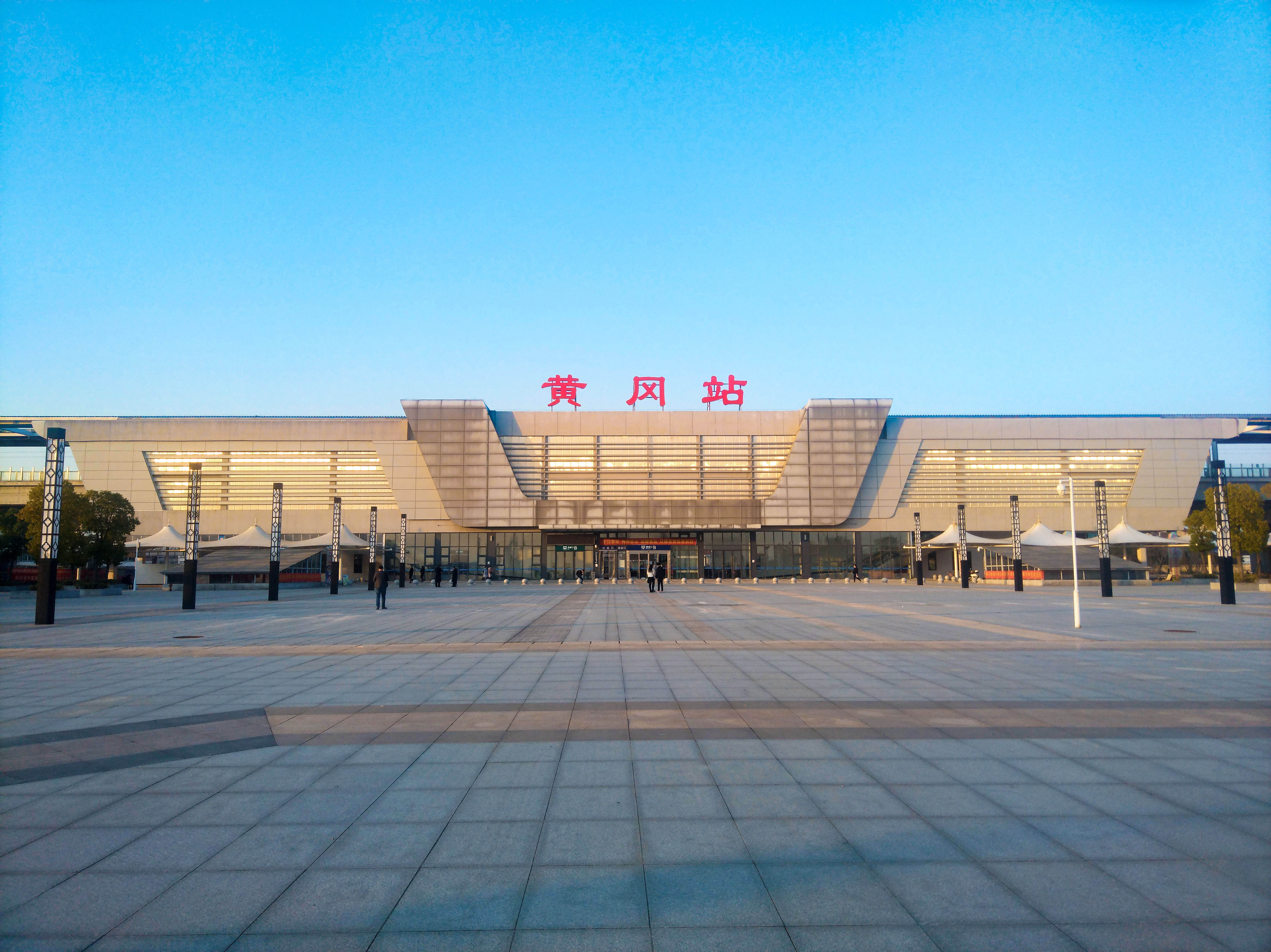
黄冈站
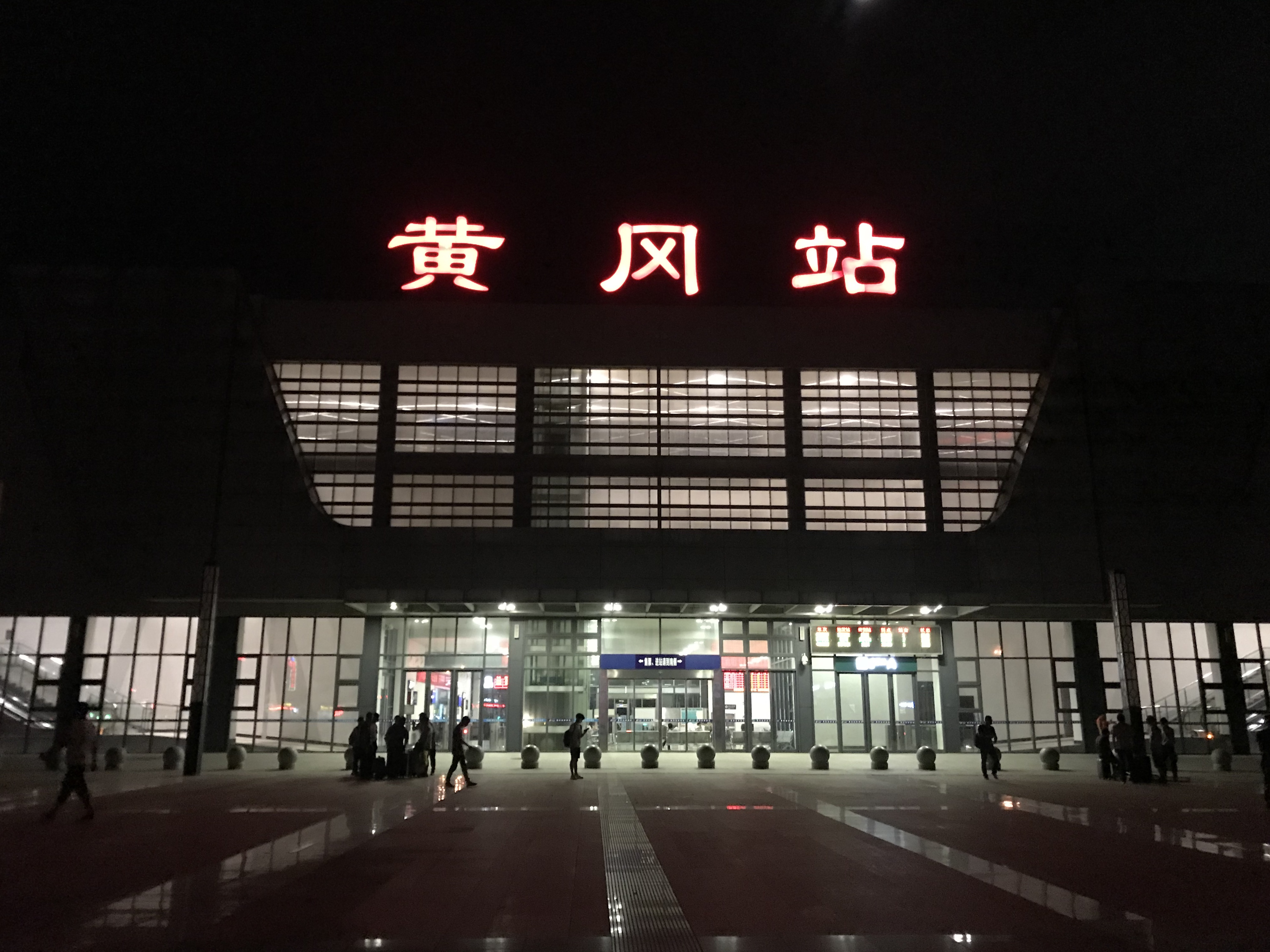
黄冈站夜景
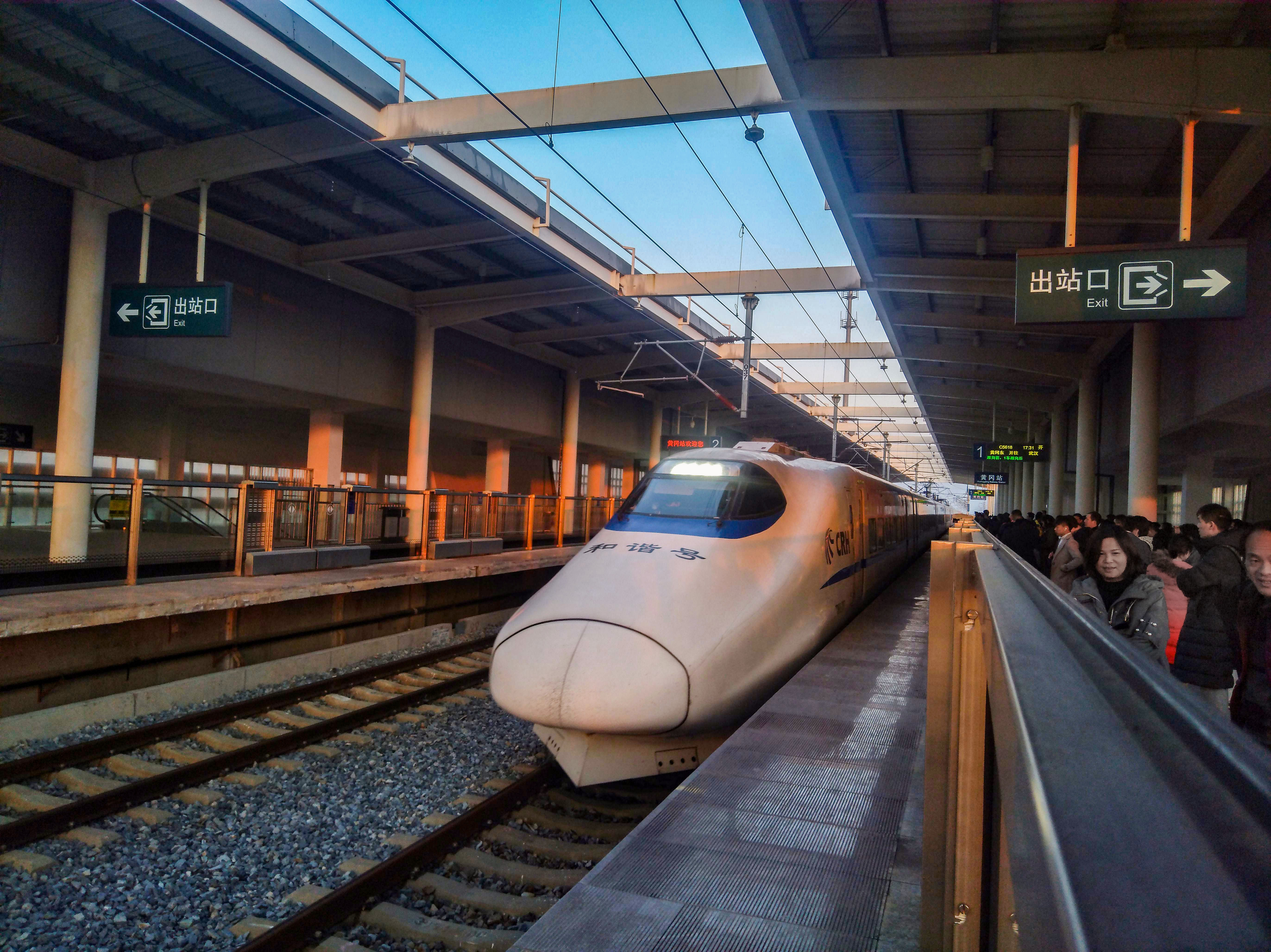
CRH2A担当的城际列车进入黄冈站1站台